# Leptusa laticollis
Leptusa laticollis är en skalbaggsart som beskrevs av Notman 1921. Leptusa laticollis ingår i släktet Leptusa och familjen kortvingar. Inga underarter finns listade i Catalogue of Life.